# Nivell 13
Nivell 13  (títol original: The Thirteenth Floor) és una pel·lícula de ciència-ficció germano-estatunidenca estrenada l'any 1999 i dirigida per Josef Rusnak. Segona adaptació de la novel·la Simulacron 3 de Daniel F. Galouye, adaptada per primera vegada l'any 1973 amb el telefilm alemany Welt am Draht. Ha estat doblada al català.

## Argument
Informàtic de primer nivell al cap d'una societat que treballa en la creació d'universos virtuals, Hannon Fuller ha concebut un programa simulant els anys 1930 (1937) de la seva joventut i s'hi connecta de tant en tant per a evolucionar-hi i també per espantar alguns fantasmes. En el transcurs d'una de les seves immersions a la simulació, envia al seu soci Douglas Hall un missatge testificant una descoberta que qualifica d'espantosa. Una vegada desconnectat, de retorn al món real, va a un bar des d'on telefona a Douglas. Sortint d'aquest bar, és assassinat amb diverses ganivetades per un desconegut. La policia sospita ràpidament de Douglas, a qui tot sembla acusar de l'homicidi del científic. Per comprendre què ha passat, Douglas s'ha  d'immergir a la seva tornada al món virtual. Però vet aquí que sorgeix de manera inesperada Jane Fuller, que es presenta com la filla del savi assassinat i que desitja ocupar la direcció de la societat per a dissoldre-la…

## Repartiment
- Craig Bierko: Douglas Hall / John Ferguson / David
- Armin Mueller-Stahl: Hannon Fuller / Grierson
- Gretchen Mol: Jane Fuller / Natasha Molinaro
- Vincent De Onofrio: Jason Whitney / Jerry Ashton
- Dennis Haysbert: Inspector Larry McBain
- Steven Schub: Inspector Zev Bernstein
- Jeremy Roberts: Tom Jones
- Rif Hutton: Joe
- Leon Rippy: L'advocat de Jane
- Janet MacLachlan: Ellen
- Bob Clendenin: Gestor de banca
- Brooks Almy: mare de Bridgett

## Crítica
"Curiós viatge als límits entre realitat i ficció. Encara que una mica aparatós, aconsegueix crear un clima inquietant (...) Interessant"